# Ramon Bieri
Ramon Ares Bieri (Windsor, 16 giugno 1929 – Woodland Hills, 27 maggio 2001) è stato un attore statunitense.

## Filmografia parziale

### Cinema
- La cavalletta (The Grasshopper), regia di Jerry Paris (1970)
- R.P.M. Rivoluzione per minuto (R. P. M.), regia di Stanley Kramer (1970)
- Andromeda (The Andromeda Strain), regia di Robert Wise (1971)
- L'esibizionista (The Honkers), regia di Steve Ihnat (1972)
- La rabbia giovane (Badlands), regia di Terrence Malick (1973)
- Nicole, regia di István Ventilla (1976)
- Il salario della paura (Sorcerer), regia di William Friedkin (1977)
- Scusi, dov'è il West? (The Frisco Kid), regia di Robert Aldrich (1979)
- Reds, regia di Warren Beatty (1981)
- Bulldozer (Grandview, U.S.A.), regia di Randal Kleiser (1984)
- Il siciliano (The Sicilian), regia di Michael Cimino (1987)
- Il segreto della piramide d'oro (Vibes), regia di Ken Kwapis (1988)
- L'agguato - Ghosts from the Past (Ghosts of Mississippi), regia di Rob Reiner (1996)

### Televisione
- La città in controluce (Naked City) – serie TV, episodio 4x34 (1963)
- Assistente sociale (East Side/West Side) – serie TV, episodi 1x14-1x17 (1964)
- Directions – serie TV, 2 episodi (1963-1964)
- Gli eroi di Hogan (Hogan's Heroes) – serie TV, episodio 1x19 (1966)
- Hawk l'indiano (Hawk) – serie TV, episodio 1x13 (1966)
- Southern Fried, regia di Gene Reynolds – film TV (1970)
- Room 222 – serie TV, 4 episodi (1969-1970)
- Missione impossibile (Mission: Impossible) – serie TV, episodi 4x07-5x19 (1969-1971)
- Uomini di legge (Men at Law) – serie TV, episodi 1x03-1x20 (1970-1971)
- The Bold Ones: The Lawyers – serie TV, episodi 2x04-3x03 (1970-1971)
- Sarge – serie TV, 13 episodi (1970-1972)
- Due onesti fuorilegge – serie TV, episodi 1x12-3x04 (1971-1972)
- Il signor Hunter (Hunter), regia di Leonard J. Horn – film TV (1973)
- Bonanza – serie TV, episodi 12x19-14x15 (1971-1973)
- Violenza (Outrage), regia di Richard T. Heffron – film TV (1973)
- Difesa a oltranza (Owen Marshall: Counselor at Law) – serie TV, episodi 1x01-3x09 (1971-1973)
- Gioia di vivere (It's Good to Be Alive), regia di Michael Landon – film TV (1974)
- La casa nella prateria (Little House on the Prairie) – serie TV, episodio 1x01 (1974)
- Mannix – serie TV, episodi 3x06-4x06-7x20 (1969-1974)
- Gunsmoke – serie TV, 6 episodi (1968-1974)
- Lucas Tanner – serie TV, 2 episodi (1974)
- Kolchak: The Night Stalker – serie TV, episodi 1x08-1x17 (1974-1975)
- Doppio gioco (Crossfire), regia di William Hale – film TV (1975)
- Cannon – serie TV, episodi 2x19-3x21-5x16 (1973-1976)
- Panico in Echo Park (Panic in Echo Park), regia di John Llewellyn Moxey – film TV (1977)
- A Love Affair: The Eleanor and Lou Gehrig Story, regia di Fielder Cook – film TV (1977)
- Un uomo di carattere (True Grit), regia di Richard T. Heffron – film TV (1978)
- Alla conquista del West (How the West Was Won) – serie TV, 4 episodi (1978-1979)
- Charlie's Angels – serie TV, episodi 2x07-3x23 (1977-1979)
- Ti odio mamma (When She Was Bad...), regia di Peter H. Hunt – film TV (1979)
- Joe's World – serie TV, 11 episodi (1979-1980)
- Insight – serie TV, 4 episodi (1975-1981)
- Bret Maverick – serie TV, 18 episodi (1981-1982)
- Trapper John (Trapper John, M.D.) – serie TV, episodi 4x02-4x03 (1982)
- Professione pericolo (The Fall Guy) – serie TV, episodi 2x03-2x04 (1982)
- Quincy (Quincy, M.E.) – serie TV, episodi 3x18-8x14 (1978-1983)
- Hazzard (The Dukes of Hazzard) – serie TV, episodi 6x16-6x17 (1984)
- Matt Houston – serie TV, episodi 1x02-2x05-3x05 (1982-1984)
- Supercar (Knight Rider) – serie TV, episodi 1x11-3x14 (1982-1985)
- Maledetta libertà (Oceans of Fire), regia di Steve Carver – film TV (1986)
- Ai confini della realtà (The Twilight Zone) – serie TV, episodio 1x56 (1986)
- A cuore aperto (St. Elsewhere) – serie TV, 4 episodi (1985-1987)
- Juarez, regia di Jeffrey Bloom – film TV (1988)
- Giorni di fuoco (The Final Days), regia di Richard Pierce – film TV (1989)
- La signora in giallo (Murder, She Wrote) – serie TV, episodi 2x08-3x08-6x21 (1985-1990)
- Love, Lies and Murder – miniserie TV, 2 puntate (1991)
- Un mondo senza sole (Children of the Dark), regia di Michael Switzer – film TV (1994)
- E.R. - Medici in prima linea (ER) – serie TV, episodio 3x18 (1997)
- Profiler - Intuizioni mortali (Profiler) – serie TV, episodio 2x08 (1998)

## Doppiatori italiani
Nelle versioni in italiano delle opere in cui ha recitato, Ramon Bieri è stato doppiato da:
- Sergio Fiorentini ne Il salario della paura, Charlie's Angels (ep. 3x21)
- Carlo Baccarini in La rabbia giovane, Scusi, dov'è il West?
- Stefano Albertini in Magnum, P.I. (ridoppiaggio), La signora in giallo (ep. 3x08)
- Renato Mori in Bulldozer
- Mimmo Palmara in La casa nella prateria
- Carlo Alighiero in Charlie's Angels (ep. 2x05)
- Silvio Spaccesi in L'agguato - Ghosts from the Past
- Glauco Onorato in Profiler - Intuizioni mortali
- Vittorio Di Prima in Alla conquista del West
- Gianni Marzocchi in Starsky & Hutch
- Dario De Grassi in La signora in giallo (ep. 2x08)
- Paolo Lombardi in La signora in giallo (ep. 6x21)
- Sergio Rossi ne Il siciliano
- Gianni Mantesi in Magnum, P.I.